# Breguet 904 Nymphale
Dimensions
Le Breguet 904 Nymphale  est un planeur biplace d'entrainement et de compétition construit en France dans les années 1950. Développement direct du Breguet 901 Mouette, il a participé à deux championnats du monde de vol à voile mais a surtout été utilisé en petit nombre par les clubs et dans les centres nationaux de vol à voile pour la formation des instructeurs.

## Conception et développement
Le Nymphale est le développement biplace du double vainqueur des championnats du monde le Breguet 901 Mouette. Il est plus grand, plus arrondi, avec une augmentation d'envergure de 2,72 m et de longueur de 1,43 m, mais est construit en bois et toile comme le monoplace. En arrière des ailes, le 904 et le 901 S1 sont très semblables avec un fuselage qui s'effile jusqu'à un empennage conventionnel (en croix), Le train d’atterrissage est constitué d'une roue rentrante et d'une béquille. Les ailes médianes, bien qu'effilées comme celles du 901, sont en flèche inverse. Elles sont munies de volets de courbure. Le poste de pilotage a le même genre de verrière intégrée au profil du fuselage que le 901, mais elle est divisée en deux parties avant et arrière, la seconde s'étirant jusqu'en arrière du bord d'attaque de l'aile.

## Historique opérationnel
Le prototype F-CCDG fait son premier vol le 26 mai 1956 piloté par Paul Lepanse.  
Trois prototypes et quinze planeurs de série 904S à dérive modifiée ont été construits à la fin des années 1950 et largement utilisés par les clubs de vol à voile. Le Nymphale a également été utilisé en compétition : l'un s'est classé 5e en catégorie biplace aux championnats du monde de vol à voile de 1956 à Saint-Yan en France. Deux ans plus tard, il a de nouveau participé aux championnats du monde de Leźno en Pologne, cette fois en classe libre avec un seul pilote à bord. Avec ce handicap, il prit seulement la 17e place. En 1961, au Centre national de vol à voile de la Montagne Noire, sont homologués sur le biplace deux records de France : un gain d'altitude de 8 900 mètres, pour une altitude atteinte de 10 400 mètres. 

En 2010, six Nymphale étaient encore inscrits sur le registre français de l'aviation civile.

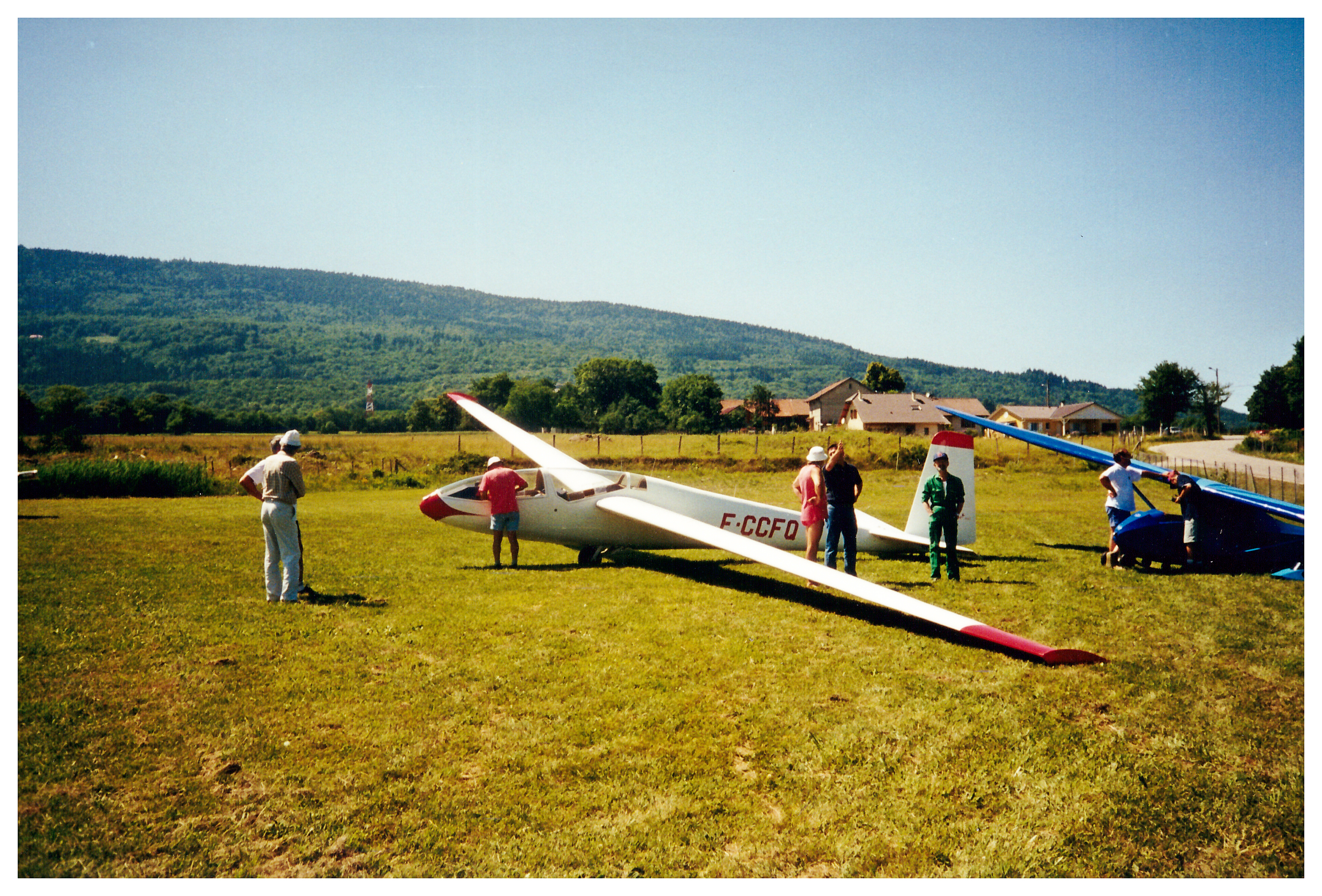
Breguet 904 sur le terrain de Bellegarde sur Valserine

En 2019 le chiffre est passé à onze 904S

## Variantes
- 904 ; Prototypes, trois construits[10]
- 904S ; Production de série, 15 construits[10]